# Дэвис, Уолт
Уолт Фрэнсис «Бадди» Дэвис (англ. Walter Francis «Buddy» Davis; 5 января 1931, Бомонт, Техас — 17 ноября 2020, Порт-Артур, Техас) — американский легкоатлет (прыжок в высоту), чемпион летних Олимпийских игр 1952 года в Хельсинки, олимпийский рекордсмен.

## Биография
В детстве Дэвис переболел полиомиелитом. Ему пришлось в течение семи лет заниматься лечебной физкультурой, чтобы научиться нормально ходить. В 1948 году он поступил в Техасский университет A&M, где он играл в баскетбол. В 1951 году он показал второй результат в мире в прыжках в высоту (205 см). В том же году он занял второе место в соревнованиях Национальной ассоциации студенческого спорта (NCAA), а на следующий год на этих же соревнованиях он стал первым. В 1952 году на соревнованиях Ассоциации американских университетов (AAU) он победил с результатом 209 см, а на следующий год на этих же соревнованиях показал лучший результат в своей карьере — 212 см.
На Олимпиаде в Хельсинки Дэвис стал олимпийским чемпионом с результатом 204 см (олимпийский рекорд), опередив серебряного призёра, своего соотечественника Кена Визнера  (201 см), и ставшего третьим бразильца Жозе да Консейсана (198 см)
Дэвис был одним из ведущих баскетболистов команды «Texas A&M». Он был выбран во втором раунде драфта НБА 1952 года и после Олимпийских игр подписал контракт с «Филадельфия Уорриорз». У него была хорошая профессиональная баскетбольная карьера, он играл пять лет, в основном с «Уорриорз». В середине его последнего сезона его обменяли в «Сент-Луис Хоукс». Дэвис сыграл в 325 играх НБА, 299 — в «Уорриорз», и в среднем набирал 4,8 очка и 4,3 подбора за игру.
После окончания спортивной карьеры он работал в банковском деле, был гражданским служащим береговой охраны США. Затем почти 20 лет он работал в Федеральном агентстве по чрезвычайным ситуациям. В 1964 году был избран в Зал спортивной славы Техаса. Был удостоен награды «Голден Стэйт Уорриорз» как бывший чемпион. В январе 2016 года он был избран в Зал славы лёгкой атлетики Техаса.